# Pedicularis garckeana
Pedicularis garckeana là loài thực vật có hoa thuộc họ Cỏ chổi. Loài này được Prain ex Maxim. mô tả khoa học đầu tiên năm 1888.